# Черкаська загальноосвітня школа № 30
Черкаська загальноосвітня школа І-ІІІ ступенів № 30 — загальноосвітній навчальний заклад у місті Черкаси.
У закладі поглиблено вивчається інформатика та українська мова.

## Історія
Школа була відкрита 1985 року.

## Структура
У школі працює 72 педагоги, з них 14 осіб мають 2 категорію, 18 осіб — першу категорію та 32 особи — вищу категорію, звання «учитель-методист» мають 9 осіб, звання «старший учитель» — 17 осіб, 3 Відмінники освіти України.
Навчальний заклад має 13 навчальних кабінетів для початкової школи, 2 кабінети для ГПД, 18 кабінетів для середньої та старшої школи, 2 кабінети інформатики. До послуг учнів актова зала та спортивна зала, бібліотека, кабінет практичного психолога та соціального педагога. Технологічні навички учні отримують в обладнаних кабінетах обслуговуючої та технічної праці. Працює шкільна їдальня, стоматологічний кабінет та медичний кабінет. У школі працює шкільний євроклуб «Euro Ukraine».

## Відомі випускники
- Постоялко Богдан Сергійович (* 1998) — матрос Збройних сил України, учасник російсько-української війни.
- Терещенко Андрій Сергійович (1991—2014), випускник 2008 року, військовосужбовець Збройних сил України, учасник російсько-української війни. На фасаді школи встановлено меморіальну дошку в пам'ять про Андрія.
- Шаповал Олександр Сергійович (1992—2015) — капітан Збройних сил України, учасник російсько-української війни.